# Rocio octofasciata
Rocio octofasciata è un pesce d'acqua dolce appartenente alla famiglia Cichlidae e alla sottofamiglia Cichlasomatinae

## Distribuzione e habitat
Questa specie è diffusa in Centroamerica, dal Messico all'Honduras, soprattutto nel bacino idrografico dei fiumi Papaloapán e Ulua. Abita acque calde, paludose, fangose e torbide di canali e fiumi a scorrimento abbastanza lento.

## Descrizione
Questo ciclide presenta un corpo allungato, compresso ai fianchi, con muso arrotondato, labbra grandi e pinne allungate. La livrea di questa specie è molto interessante: su un fondo verdastro-color mosto compaiono migliaia di piccole chiazze tondeggianti verde-giallastre con riflessi metallici. Le pinne presentano la stessa colorazione, ma la dorsale è orlata di rosso. 

Raggiunge una lunghezza massima di 25 cm, ma la dimensione media è di 7-8 cm.

## Riproduzione
Questa specie depone le uova sul fondo, preventivamente pulito. La femmina depone da 500 a 800 uova: i genitori curano e puliscono continuamente le stesse, continuando con le cure parentali per alcune settimane dalla nascita degli avannotti.

## Alimentazione
R. octofasciata si nutre di vermi, insetti, crostacei e piccoli pesci.

## Acquariofilia
Questa specie è piuttosto ricercata tra gli appassionati allevatori di Ciclidi.

## Fonti
- R. octofasciata, FishBase Controllato il 01/12/2012